# Mad in Italy - Birth of a Serial Killer
Mad in Italy - Birth of a Serial Killer è un film del 2009 diretto da  Paolo Fazzini. 
Il protagonista del film, il serial killer Davide, è interpretato da Gianluca Testa.  Il film è stato presentato in Italia al Fantafestival e distribuito negli Stati Uniti da Elite Entertainment nel 2012. Il film è stato accolto positivamente dalla critica statunitense, che ha espresso pareri favorevoli soprattutto riguardo alla regia e all'interpretazione del protagonista.

## Trama
L’economia globale è colpita dalla crisi economica americana e importanti cambiamenti politici sembrano stravolgere i governi. In un paese scosso da alterazioni sociali c’è Davide, un trentenne che vive in una casa isolata persa tra le colline del centro Italia. Licenziato dal lavoro, Davide si mette alla ricerca di un modo per sfogare con violenza tutte le frustrazioni di una vita trascorsa tra occupazioni precarie e la rigida educazione di un padre-padrone.